# Volkswagen Group
Фолксваген група (енгл. Volkswagen Group) је немачки мултинационални произвођач аутомобила са седиштем у Волфсбургу. Према подацима из 2013. године Фолксваген група је највећи произвођач аутомобила у Европи са 9,3 милиона јединица, а трећи у свету након Тојоте и Џенерал моторса.
Фолксваген групација продаје аутомобиле широм света под брендовима Бентли, Бугати, Ламборгини, Ауди, Порше, Сеат, Шкода и Фолксваген. Поседује и компанију Дукати која се бави производњом мотоцикала, као и компаније које производе комерцијална возила MAN, Сканија, Неоплан и Фолксваген комерцијална возила (Volkswagen Commercial Vehicles).
Групација је подељена у два сектора, у аутомобилски и сектор финансијских услуга и има око 340 подружних предузећа. Послује у 150 земаља и има сто производних објеката у преко 27 држава. Фолксваген група у Кини има два заједничка погона са кинеским произвођачима возила FAW-Volkswagen и Shanghai Volkswagen.